# Marie Sophie de Rohan
Marie Sophie de Courcillon, hertiginna de Rohan-Rohan och prinsessa de Soubise, född 6 augusti 1713, död 4 april 1756, var en fransk salonnière. Hon höll en känd litterär salong på Hôtel de Soubise i Paris från 1732. 
Hon var dotter till Philippe Egon de Courcillon, markis de Courcillon, och Françoise de Pompadour. Hon gifte sig 1729 med Charles François d'Albert d'Ailly, hertig de Pecquigny, och 1732 med Hercule Mériadec de Rohan, hertig de Rohan-Rohan och prins de Soubise.